# Min allra största kärlek
Min allra största kärlek är ett musikalbum där Rikard Wolff tolkar ett antal låtar från den franska musikern och sångerskan Monique Serf (alias Barbara). Det gavs ut 2000 på skivbolaget EMI.
Spåret "Kvinnan jag drömmer om" är en duett mellan Wolff och Eva Dahlgren.

## Låtlista
1. "Vänta tills jag är glad igen" - 2:36
2. "Om man ändå ska dö" - 2:42
3. "Barndomen" - 4:09
4. "Kärlek till döds" - 2:24
5. "Perlimpinpin - variation" - 0:41
6. "När solen är svart" - 4:57
7. "En bädd av sand" - 4:19
8. "Ostindiefarargatan 2" - 3:28
9. "Det är hemskt att leva" - 4:44
10. "Kvinnan jag drömmer om" - 3:58
11. "Min allra största kärlek" - 5:03
12. "Göttingen" - 3:12
13. "Den svarta örnen" - 4:39
14. "Han var sänd från himlen" - 2:47
15. "Säg, när kommer du tillbaka" - 3:43